# Lissy Arna
Lissy Arna (Lissi Arna, właśc. Elisabeth Arndt, ur. 20 grudnia 1904 w Berlinie, zm. 23 stycznia 1964 w Berlinie) – niemiecka aktorka filmowa, znana z ról w typie femme fatale.

## Filmografia
- 1919: Lissys Flimmerkur
- 1919: Ottchen macht alles
- 1923: Abenteuer einer Nacht
- 1925: Die Frau ohne Geld
- 1925: Abenteuer im Nachtexpreß
- 1926: Die von der Waterkant
- 1926: Schatz, mach Kasse
- 1926: Die Königin des Weltbades
- 1926: Gern hab ich die Frauen geküßt
- 1926: Die Villa im Tiergarten
- 1927: Der Katzensteg
- 1927: Das Frauenhaus von Rio
- 1927: Die berühmte Frau
- 1927: Die elf Teufel
- 1927: Wochenendzauber
- 1927: Schwere Jungens, leichte Mädchen
- 1928: Schinderhannes
- 1928: Eva in Seide
- 1928: Unter der Laterne
- 1928: Lemkes sel. Witwe
- 1928: Kinder der Straße
- 1929: Jenseits der Straße
- 1929: Giftgas
- 1930: Seine Freundin Anette
- 1930: Der Tanz geht weiter
- 1930: Die Maske fällt
- 1931: Der Zinker
- 1931: Die schwebende Jungfrau
- 1931: Berge in Flammen
- 1931: Der schönste Mann im Staate
- 1932: Theodor Körner
- 1933: Ein Unsichtbarer geht durch die Stadt
- 1933: Inge und die Millionen
- 1934: Heute Abend bei mir
- 1934: Was bin ich ohne Dich
- 1937: Menschen ohne Vaterland
- 1937: Zu neuen Ufern
- 1937: Die gelbe Flagge
- 1939: Morgen werde ich verhaftet
- 1939: Hochzeit mit Hindernissen
- 1939: Sensationsprozeß Casilla
- 1962: Das Leben beginnt um 8